# واتکینسویل (جورجیا)
واتکینسویل (به انگلیسی: Watkinsville) یک شهر در ایالات متحده آمریکا است که در شهرستان اوکونی، جورجیا واقع شده‌است. واتکینسویل ۸٫۳ کیلومتر مربع مساحت و ۲٬۸۳۲ نفر جمعیت دارد و ۲۱۹ متر بالاتر از سطح دریا قرار دارد.